# Wolvega
Wolvega – miasto w północnej Holandii, we Fryzji. Jest ośrodkiem administracyjnym gminy Weststellingwerf. W mieście zabytkowy młyn z 1888roku.
Z Wolvega pochodzi Monique Knol, holenderska kolarka szosowa i torowa, dwukrotna medalistka olimpijska oraz dwukrotna medalistka mistrzostw świata.

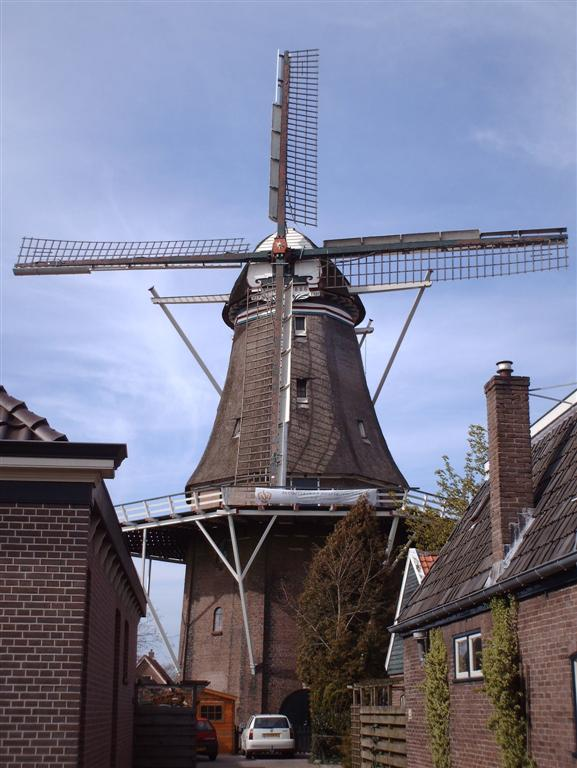
Młyn w Wolvedze